# Miraflores
För andra betydelser, se Miraflores (olika betydelser).

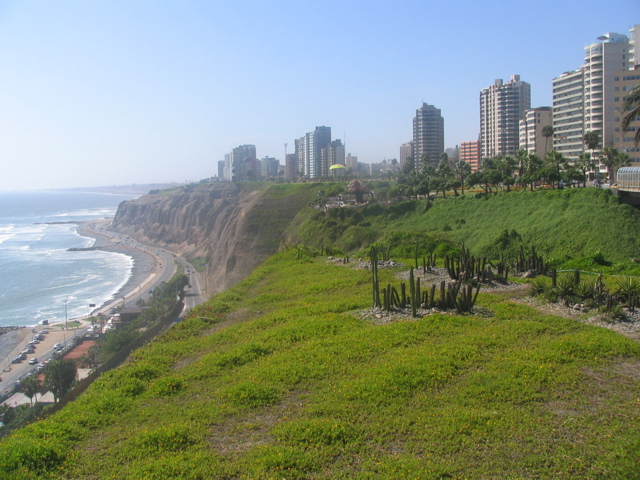
Miraflores vid sidan av Stilla havet.

Miraflores är ett distrikt i provinsen Lima i Peru. Distriktet är känt för sina shoppingkvarter, blomfyllda parker och stränder. Det är ett av de centrala distrikt som bildar staden Lima.
Stadsdelen grundades under namnet San Miguel de Miraflores den 2 januari 1857. Efter slaget om Miraflores under Stillahavskrigen fick Miraflores benämningen Ciudad Heroica ("den heroiska staden").
Borgmästare i Miraflores (2023-2026) är Carlos Canales (RP). Distriktets postkod är 18.

## Geografi
Distriktets landareal uppgår till 9,62 km². Dess administrativa centrum är beläget 79 meter över havsvattenytan.

### Angränsande stadsdelar
- Norr: San Isidro och Surquillo
- Öst: Surquillo och Santiago de Surco
- Syd: Barranco och Santiago de Surco
- Väster: Stilla havet

## Demografi
Vid folkräkningen år 2002 uppskattades distriktet ha en folkmängd på 92 815 personer och en befolkningstäthet på 9 648,1 personer/km². År 1999 fanns det 27 489 hushåll i distriktet.

## Kultur och utbildning
Distriktet är också ett kulturellt centrum, med teatrar, biografer och konstgallerier. I stadsdelen finns även ett lertegeltempel från tiden innan inkaperioden, ett av flera arkeologiska fyndplatser i Lima.
Universidad Científica del Sur är beläget i Miraflores.

## Underhållning
Distriktet är fullt med caféer, pubar, restauranger och affärer, som drar mycket av Limas befolkning på söndagarna. Det hålls ofta loppmarknader och konstutställningar i Parque Kennedy, Miraflores centrala plaza. Larcomar, ett shoppingcentrum med utsikt över Stilla havet finns också i Miraflores och är mycket populärt bland turister, ungdomar och folk från medel- till översocioekonomiska klasser. Shoppingcentret har restauranger, affärer, en mataffär, glassbarer, spelhallar, bowlingbanor, nattklubbar, barer och den modernaste biografen i hela Lima.
Calle de las Pizzas ("Pizzagatan") i centrala Miraflores är ett favorittillhåll för Limas tonåringar och unga vuxna. Där finns många pubar som är fyllda varje veckoslut.
Miraflores har även blivit en större genomreseplats för turister som vill se Lima. Surfningen introducerades till Peru i Miraflores. På 1930-talet for Carlos Dogny till Hawaii och såg folk som surfade. Han prövade på det, älskade det och tog med sig en bräda till Peru. Han visade den till sina vänner som också älskade det. De behövde ett ställe att öva på och bildade den prestigefyllda Club Waikiki vid stranden i Miraflores.

## Historia

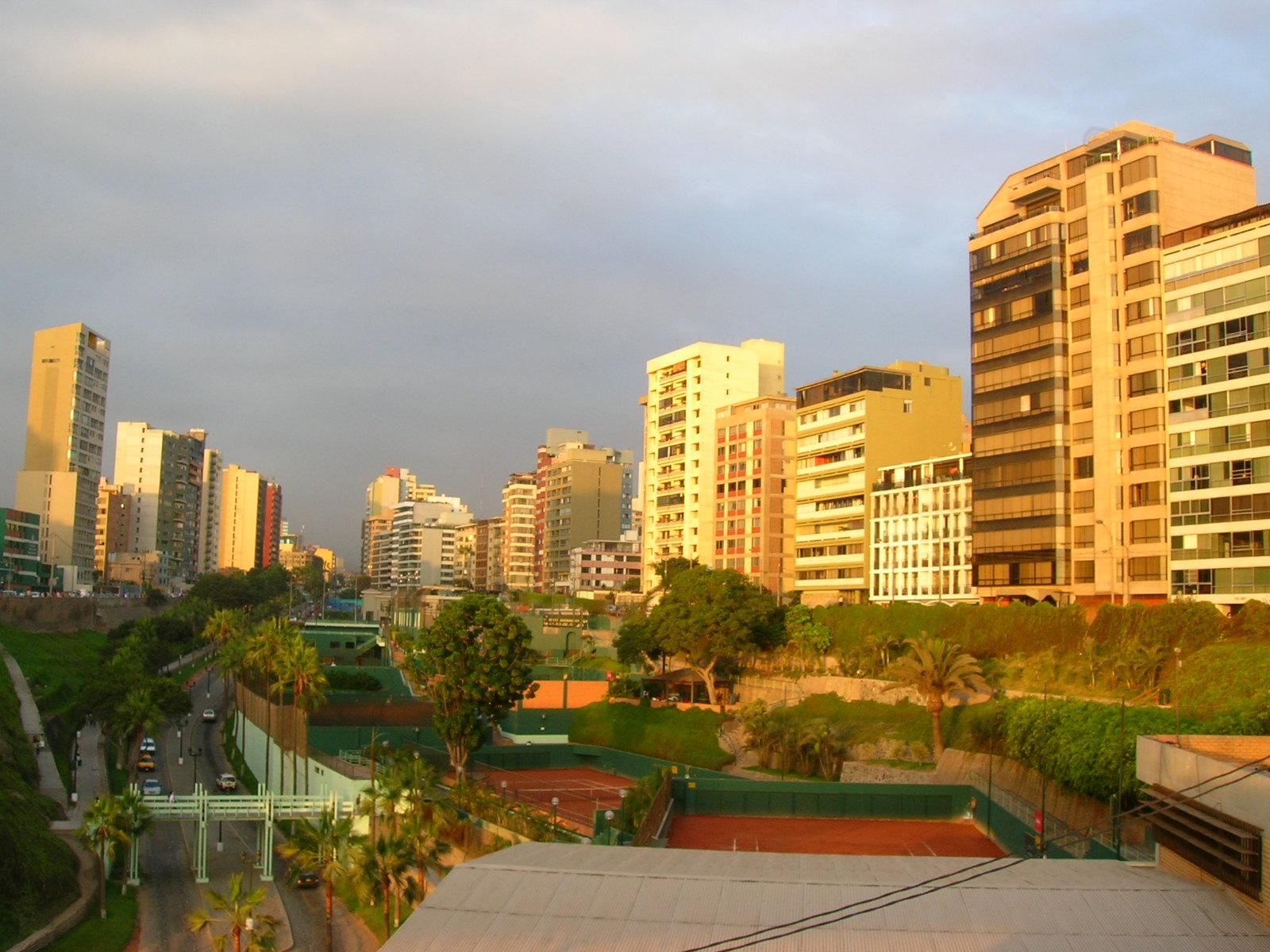
Höghus i Miraflores. Till vänster syns den gamla nedfarten till stranden.

Under Stillahavskrigen kom stadsdelen att stå skådeplats för slaget vid Miraflores. 2 000 människor dog och distriktet plundrades och brändes av de chilenska invasionsstyrkorna.

## Costa Verde
Costa Verde-området ("den gröna kusten") har flera stränder som drar till sig surfare och strandmänniskor under sommarmånaderna. De steniga stränderna är dock inte så populära för badare till skillnad från de stora sandstränderna i södra Lima, såsom Santa María del Mar, Punta Hermosa och Punta Negra.
När det finns tillräckligt med vind kan man se hängglidflygare kasta sig ut för klipporna och glidflyga mellan havet och de höga byggnaderna i malecón.